# Vasili Neyelov
Vasili Ivánovich Neyélov (en idioma ruso Василий Иванович Неелов) fue un arquitecto ruso (1722-1782), cuyas obras son representativas del clasicismo temprano y el romanticismo. Es notable como uno de los primeros diseñadores de parques en Rusia. Neyélov sirvió como arquitecto de la corte en Tsárskoye Seló —uno de los primeros arquitectos de origen ruso que trabajó allí— y colaboró con Francesco Bartolomeo Rastrelli en la construcción del palacio de Catalina. Fue el autor de los libros de planos de las fachadas de los edificios de Tsárskoye Seló (conocidos como los Álbumes Neyélov). 

## Biografía

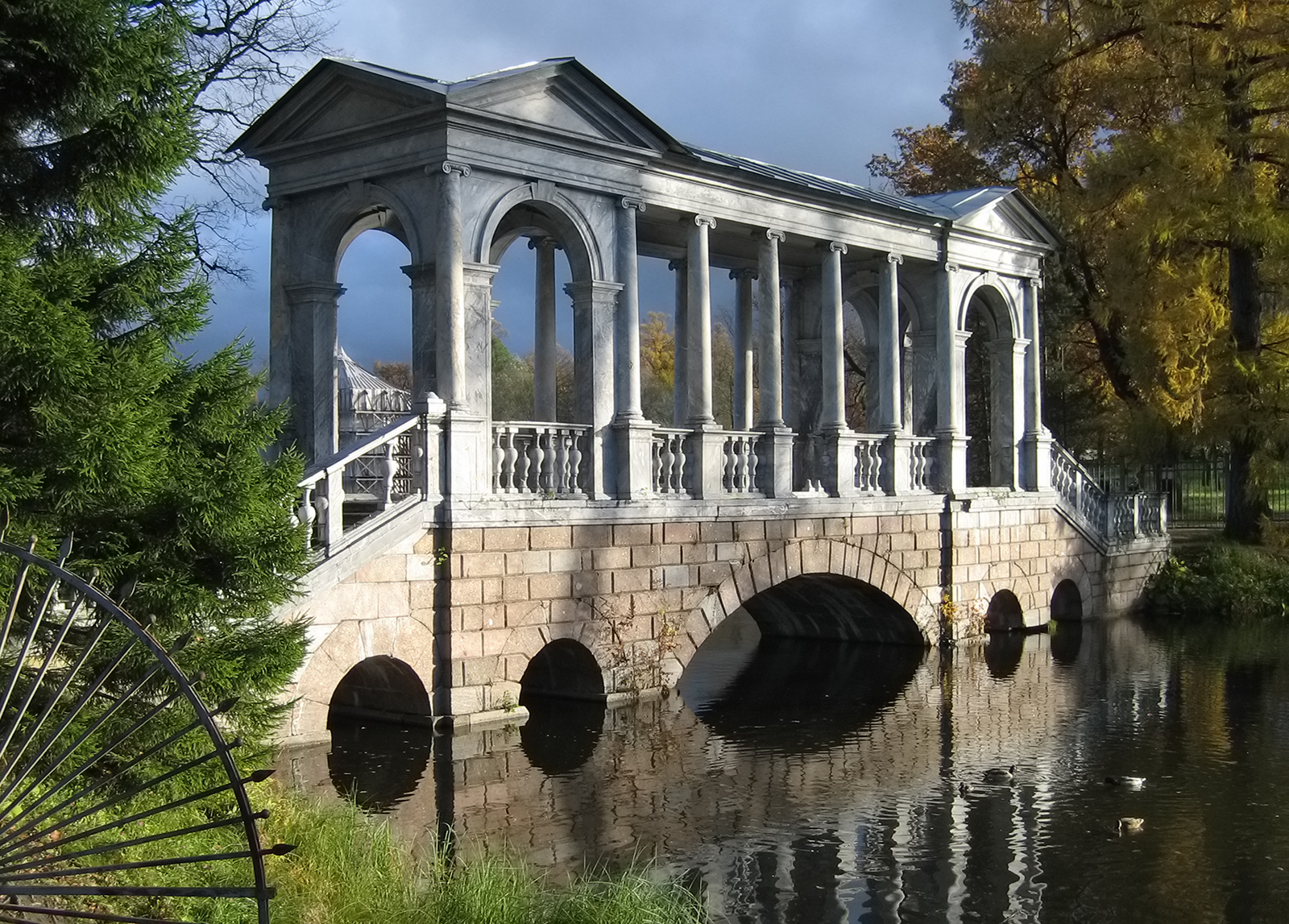
El neopalladiano puente de Mármol (1772-1774) de Vasili Neyélov en el parque de Catalina en Tsárskoye Seló.

Neyélov nació en 1722, hijo de un sargento. Estudió arquitectura con Savva Txevákinski y Mijaíl Zemtsov, que trabajaba con Francesco Bartolomeo Rastrelli desde 1744. En 1748, Neyélov fue destinado como arquitecto adjunto para ayudar en el diseño de los planos del palacio de Catalina y el parque de Catalina en Tsárskoye Seló. En 1760, tras la retirada de |Rastrelli, Neyélov se convirtió en el arquitecto jefe de la creación del parque de Catalina.
En 1770, visitó Inglaterra y se convirtió en un seguidor entusiasta de la escuela inglesa de paisajismo y jardinería. El mismo año, completó el plano del parque, que se utilizó posteriormente para su creación. El papel de Neyélov no sólo fue el de diseñar puentes y pabellones, sino que también eligió la ubicación de los pabellones diseñados por otros arquitectos, entre ellos los del escocés Charles Cameron. Neyélov es responsable de la parte paisajista del parque de Catalina, con los famosos pabellones románticos como la Pirámide (1770-1771), el Almirantazgo y la Cocina del Ermitage (1774-1776), el Pueblo Chino y los Caprichos (1770-1774, junto con Gerhard Johann Conrad o el puente de Mármol (también conocido como puente de Palladio o puente Siberiano), construido en recuerdo de Andrea Palladio (1772-1774). Para construir el puente, Neyélov creó primero una maqueta de madera que envió a Ekaterimburgo para facilitar la elección de las piezas de mármol.
Dos de sus hijos le ayudaron en la creación de este parque: Piotr V. Neyélov (1749-1848?), luego también arquitecto de la corte de Tsárskoye Seló (desde 1794), e  Ilyá Vasílievich Neyélov (1745-1793).
Neyélov murió en 1782 y fue enterrado en el cementerio Kuzminski de Tsárskoye Seló.